# Arno Kleffel
Arno Kleffel, född 4 september 1840 i Pössneck, Thüringen, död 15 juli 1913 i Nikolassee vid Berlin, var en tysk tonsättare. 
Kleffel, som var elev till Moritz Hauptmann i Leipzig, verkade som teaterkapellmästare i flera städer och blev 1904 dirigent för Sternska sångföreningen i Berlin (med professors titel) samt musikkritiker i "Berliner Lokal-Anzeiger". Han komponerade sånger, som påminner något om Robert Schumanns och Adolf Jensens, samt bland annat körverk, ouvertyrer och musik till Johann Wolfgang von Goethes "Faust".